# Naval Station Norfolk

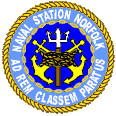
Logo della base

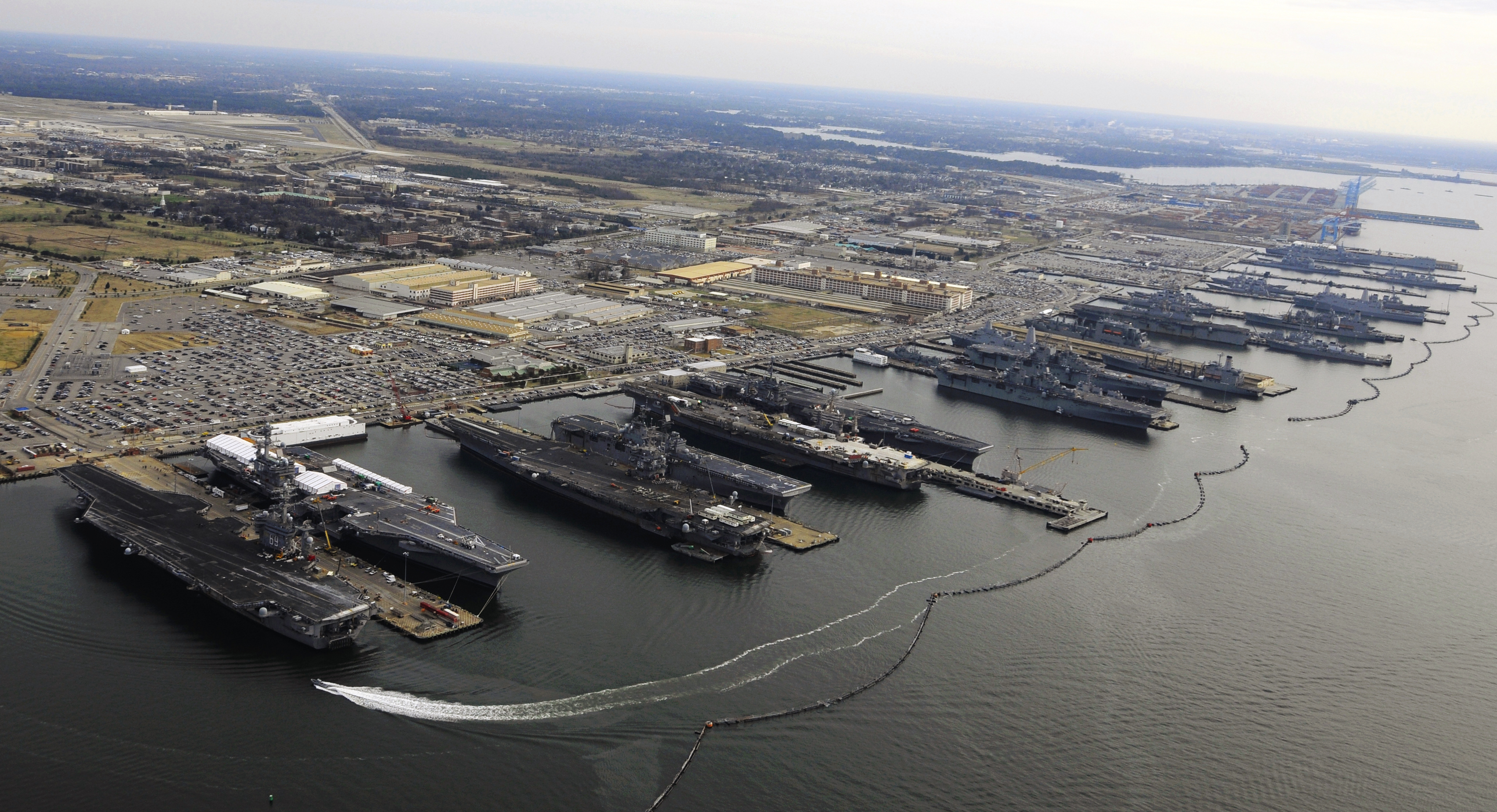
La base

La Naval Station Norfolk è la più importante stazione navale della US Navy negli Stati Uniti e la più grande base aeronavale del mondo.

## Descrizione
La base aeronavale si trova nei pressi di Norfolk, nello Stato della Virginia, sulle coste dell'Atlantico nella regione di Hampton Roads, nell'ampia baia di Chesapeake e occupa più di 146 km² di terreno. È stata aperta nel 1917.
È la base delle unità navali della U.S. Navy che operano nell'Atlantico, nel Mediterraneo e nell'oceano Indiano ed è anche la sede dello United States Fleet Forces Command.
Ha la più grande concentrazione di forze aeronavali della Marina statunitense, con 75 navi lungo 14 moli e con 134 aerei e 11 hangar per aerei presso l'adiacente Chambers Field.
I servizi portuali controllano ogni anno più di 3.100 movimenti di navi in arrivo e in partenza dai loro ormeggi. Effettua oltre 100.000 operazioni di volo ogni anno, una media di 275 voli al giorno o uno ogni sei minuti.  Oltre 150.000 passeggeri e 264.000 tonnellate di posta e merci partono ogni anno su disposizione dell'Air Mobility Command.

## Galleria d'immagini

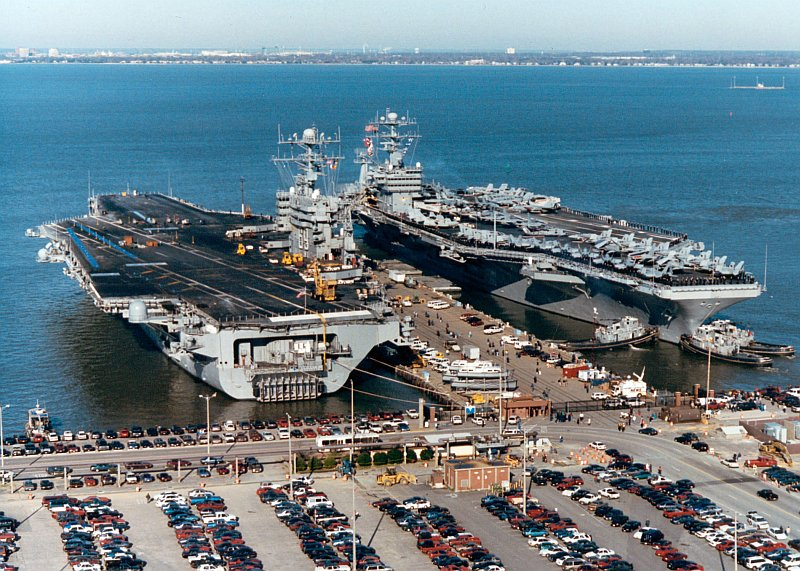
Le portaerei
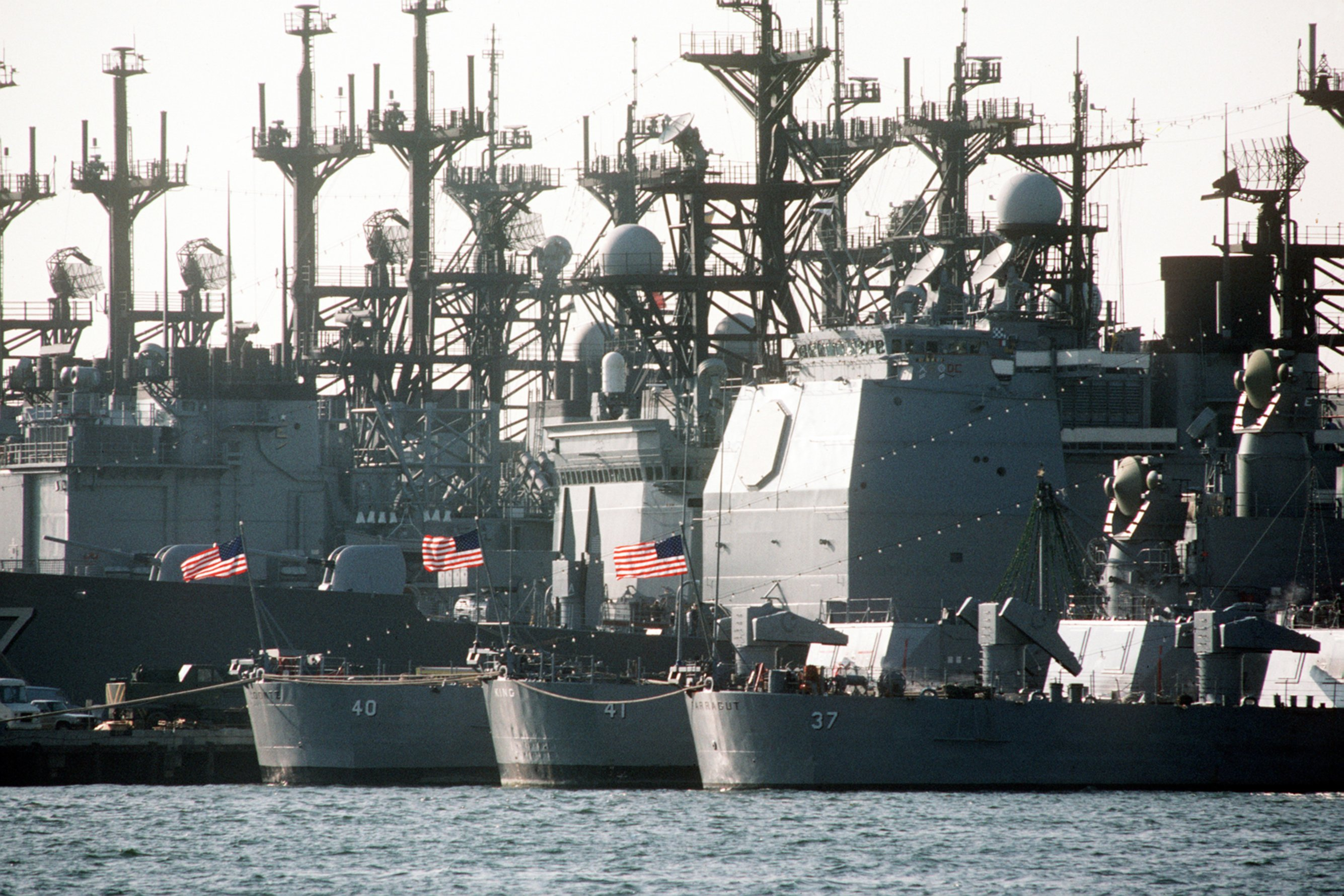
I cacciatorpediniere
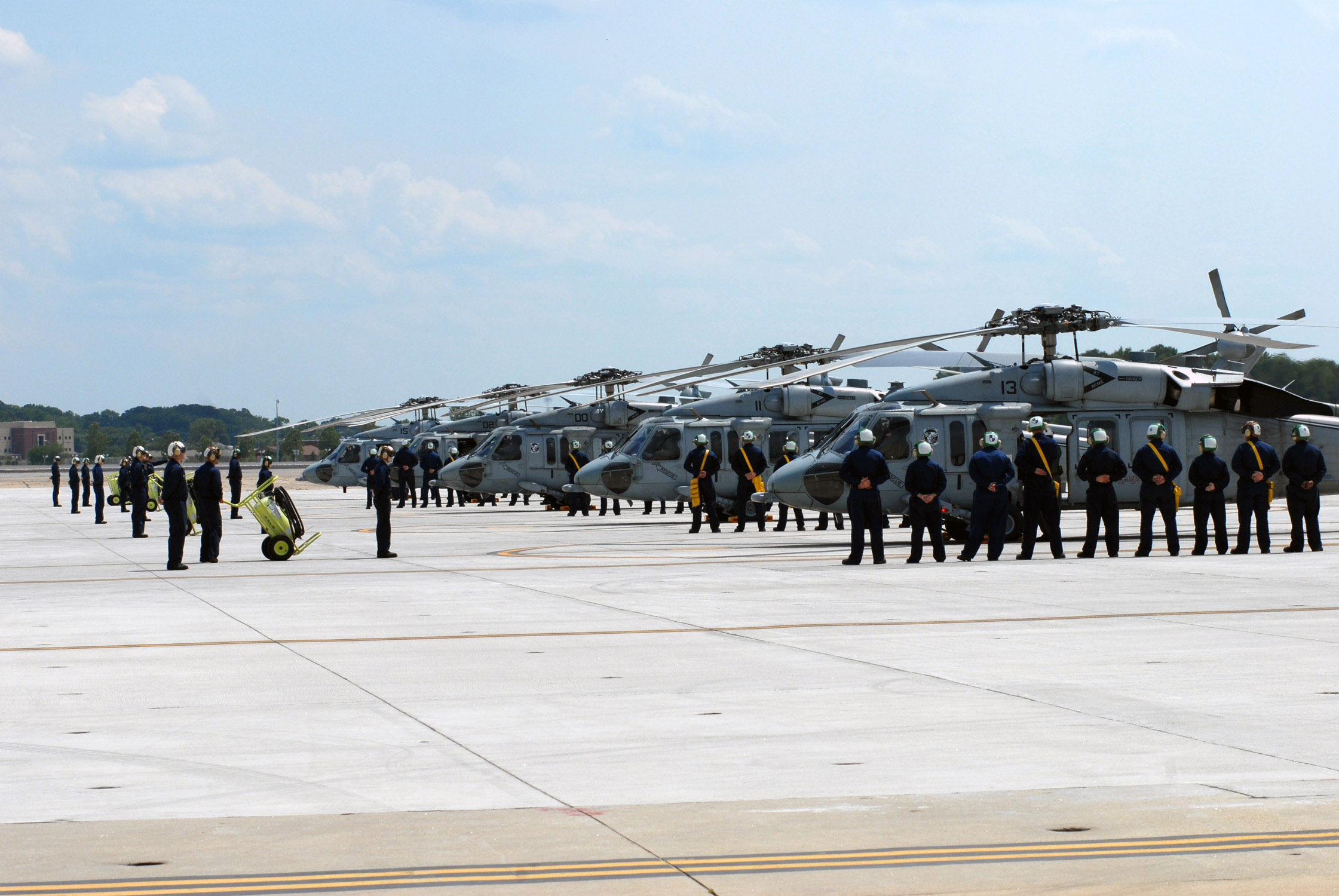
Gli elicotteri MH-60 Seahawk
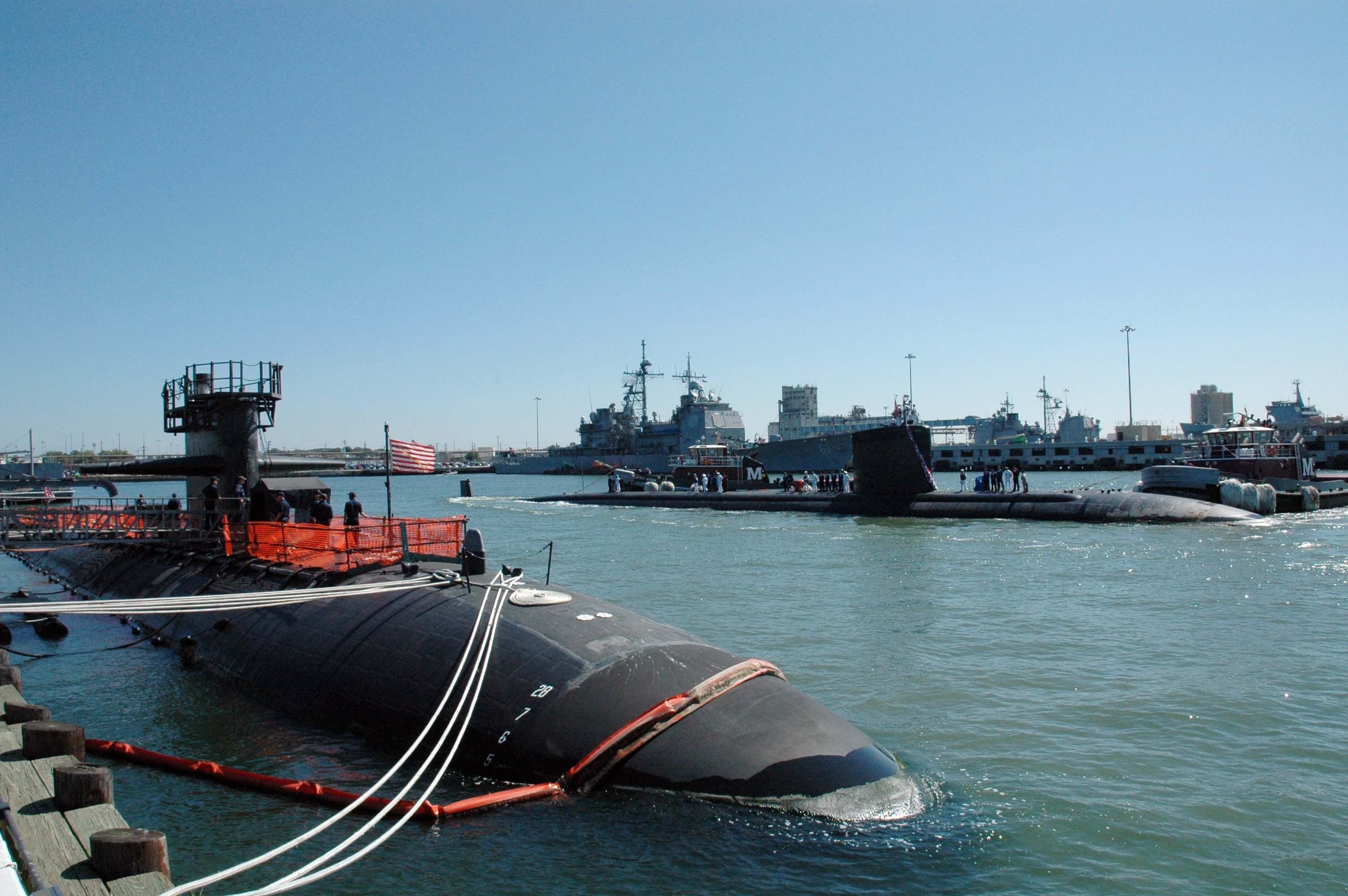
I sottomarini